# دوهزار دیوانه!
دوهزار دیوانه (انگلیسی: Two Thousand Maniacs!) یک فیلم ترسناکِ اسپلَتِر به کارگردانی هرشل گوردون لویس محصول سال ۱۹۶۴ است. از بازیگران آن می‌توان به ویلیام کروین و کانی میسون اشاره کرد.